# Ebrahima Sawaneh
Ebrahima „Ibou“ Sawaneh (Schreibvariante: Ebrahim Savaneh; * 7. September 1986 in Serekunda) ist ein ehemaliger gambisch-deutscher Fußballspieler. 

## Karriere

### Verein

#### Jugend
Sawaneh kam im Alter von vier Jahren nach Deutschland und lebte mit seiner Familie in Frankfurt am Main, wo sein Vater am Flughafen Frankfurt Main arbeitete. Seine Jugendvereine waren BSC Schwarz-Weiß Frankfurt, SC Steinberg, SG Dietzenbach und SG Rosenhöhe Offenbach.

#### Polen
Nach der Zeit bei diesen Vereinen erhielt er einen Vertrag beim polnischen Erstligisten Lech Posen. Sein erstes Pflichtspiel bestritt er am 26. Spieltag der Saison 2004/05, dem 12. Juni 2005, als er im Auswärtsspiel gegen Polonia Warschau in der 87. Minute für Zbigniew Zakrzewski eingewechselt wurde. Anfangs spielte er für die erste Mannschaft in der Ekstraklasa (zwei Spiele), im Pokal (ein Spiel, ein Tor) und sogar im UI-Cup (ein Spiel), bevor er dann aber während der Saison 2005/06 zur zweiten Mannschaft versetzt wurde. Aus diesem Grund und aufgrund des Abstieges Lech Posens durch den Lizenzentzug wurde der Vertrag aufgelöst.

#### Belgien-Katar-Belgien
Sawaneh wechselte nach einigen Monaten Vereinslosigkeit im Oktober 2006 zum belgischen Fußballclub und Erstligisten KSK Beveren. Am Saisonende stieg der Verein jedoch ab. In der zweiten Liga wurde Ibou mit 21 Treffern zweitbester Torschütze. Schließlich wechselte er nach dem verpassten Wiederaufstieg 2008 zum Saisonauftakt ablösefrei zum belgischen Erstligisten KV Kortrijk. Dort konnte er jedoch nicht mehr an seine guten Leistungen anknüpfen. Von Januar bis Juni 2011 wurde er an den Ligakonkurrenten KV Mechelen ausgeliehen. Einen Monat später wurde er wieder verliehen. Diesmal für ein Jahr an den Ligakonkurrenten und Aufsteiger RAEC Mons. Dort sorgte er für Aufsehen, als er am zehnten Spieltag im Heimspiel gegen seinen eigentlichen Klub KV Kortrijk für RAEC Mons zum 3:1-Endstand traf. Im Sommer 2012 wechselte er dann zum Ligakonkurrenten Oud-Heverlee Löwen.
Von September 2013 bis Januar 2014 spielte er dann leihweise für den Muaither SC in Katar. Hier kam er in zehn Saisonspielen auf zwei Tore, ehe er die restliche Saison wieder in Löwen beendete. Danach spielte er für je zwei Spielzeiten bei Waasland-Beveren und dem KSV Roeselare. Anfang 2018 wechselte er dann zum AFC Tubize, wo er am Ende nur noch in der Reservemannschaft zum Einsatz kam.

#### Luxemburg und erneut Belgien
Am 9. Januar 2019 gab der luxemburgische Erstligist Union Titus Petingen die Verpflichtung Sawanehs bekannt. Hier erzielte der Stürmer in 13 Saisonspielen sieben Tore. Doch schon in der Sommerpause wechselte er erneut und unterschrieb einen Vertrag beim belgischen Drittliga-Aufsteiger URSL Visé. Ein Jahr später ging er dann weiter zum neu gegründeten Viertligisten KSC Lokeren-Temse, dem Nachfolgeverein des insolventen Vorgängers Sporting Lokeren. Von 2021 bis 2023 schloss er sich den KSC City Pirates aus Antwerpen an und die Saison 2023/24 stand er beim Amateurverein KVC Wilrijk unter Vertrag. Im Sommer 2024 gab er dann nach dem Aufstieg des Klubs in die sechste Liga sein Karriereende bekannt.

### Nationalmannschaft
Aufgrund seiner starken Saison in der zweiten Liga Belgiens wurde Ibou für die Gambische Fußballnationalmannschaft nominiert. Sein erstes Pflichtspiel bestritt er am 8. Juni 2008, dem zweiten Spieltag der Gruppe 6 der Afrika WM-Qualifikation 2010, im Heimspiel gegen die Senegalesische Fußballnationalmannschaft, als er in 48. Minute für Ousman Koli eingewechselt wurde. Der Stürmer kam bis 2010 zu insgesamt fünf Länderspielen, in denen er ein Tor erzielen konnte.